# 순언
《순언》(醇言)은 이이가 유학자의 시각에서 노자의 《도덕경》을 재편성한 책이다. 《도덕경》 가운데 유도(儒道)에 가깝고, 성학(聖學)에 방해됨이 없이 오로지 순일한 내용만으로 구성되었다고 해서, 《순언》이라 이름 붙였다고도 한다. 당시엔 이단으로 취급되어 온 도가 철학을 처음으로 순수하게 학문으로 연구해, 이후 도가 철학의 이해에 새로운 지평을 열어주었다는 평을 듣고 있다.

## 유가의 이치에 초점을 맞춘 《도덕경》 풀이
《순언》은 《도덕경》의 본체를 유지하고 있지만 실질적인 측면에서 응용되지 않음이 없다고 해서 허무 지향의 이단의 학문이 아니라고 규정된다. 또 《순언》에는 도체(道體) 및 심체(心體)의 본체론, 수기치인으로 요약되는 수양론과 정치론(政治論), 천도(天道)의 이치로 대변되는 순리론(順理論)이 전개되어 있다. 그럼으로써 인간 존재의 본질적인 문제, 자아의 문제, 세계의 문제, 조화(調和)의 문제에 대한 율곡의 사유 및 입장이 잘 나타나 있다고 할 수 있다. 따라서 율곡의 《순언》은 반상합도(反常合道)를 지향하는 도가(道家)의 함의적인 내용보다는, 명철보신(明哲保身)을 추구하는 유가의 현달(賢達)한 이치에 초점을 맞춘 교훈적이고 경계적인 저술이라 하겠다.

## 후대에 끼친 영향 및 평가
《순언》은 후대 학자들에게도 많은 영향을 끼쳤다. 박세당(朴世堂)의 《신주도덕경》(新註道德經), 서명응(徐命膺)의 《도덕지귀》(道德指歸), 이충익(李忠翊)의 《담로》(談老), 홍석주(洪奭周)의 《정로》(訂老) 등에도 적지 않은 영향을 주었다. 또한 《순언》은 통해 당시엔 이단으로 취급되어 온 도가 철학을 처음으로 순수하게 학문의 관점으로 연구한 저술이기도 하다. 이로써 이이는 도가 철학 연구에 새로운 지평을 열어주었다는 평가를 받았다.